# Nick Rahall
Nicholas Joe „Nick Joe” Rahall II (ur. 20 maja 1949 w Beckley) – amerykański polityk, członek Partii Demokratycznej. Od 1977 jest przedstawicielem stanu Wirginia Zachodnia w Izbie Reprezentantów Stanów Zjednoczonych, najpierw z czwartego, a od 1993 z trzeciego okręgu wyborczego.